# Blas Joaquín Álvarez de Palma
Blas Joaquín Álvarez de Palma Meléndez (Jerez de la Frontera, España, 29 de enero de 1753-Granada, España, 29 de noviembre de 1837) fue un sacerdote católico español, obispo titular de Assura y auxiliar de Sigüenza, de Albarracín y de Teruel sucesivamente y arzobispo de Granada.
Hijo de Clemente Álvarez, médico que ejercía en Jerez y de Juana Meléndez, de familia distinguida.
Cursó estudios de latín y humanidades en Jerez, ingresando en 1774 en el Real Colegio Mayor de San Bartolomé y Santiago de Granada, en cuya universidad obtuvo los doctorados en Teología y en Cánones.
Ocupó en Jerez la canónigo magistral en la colegiata de Jerez de la Frontera y posteriormente llamado por el también jerezano Juan Díaz Guerra por entonces obispo de Sigüenza, accedió al cabildo catedral de como canónigo y ocupó también los cargos de arcipreste y prior.
El 17  de abril de 1798 fue nombrado obispo titular de Assura y auxiliar de Sigüenza y fue consagrado en la colegial de san Isidro de Madrid el 17 de junio de 1798 por el obispo de Segovia José Antonio Sáenz.
El 20 de julio de 1801 fue nombrado obispo de Albarracín y el 20 de diciembre de 1802 obispo de Teruel. Huyó de la diócesis durante la invasión napoleónica.
Tras el retorno de Fernando VII, el 19 de diciembre de 1814 fue nombrado arzobispo de Granada, diócesis que llevaba vacante casi cuatro años desde el fallecimiento de Juan Manuel Moscoso y Peralta. Tomó posesión por poderes el 25 de febrero de 1815 e hizo la entrada solemne el 25 de marzo siguiente.
Fue designado prócer del reino en 1834, aunque no llegó a jurar el cargo alegando el peligro que suponía viajar durante la epidemia de cólera de aquel año.
Tras un año largo de enfermedad grave, falleció en Granada el 29 de noviembre de 1837 y fue sepultado en la cripta de la catedral.  